# Elofredo García
Elofredo García fue un político español que ejerció de alcalde de Santander en dos ocasiones. La primera de ellas entre los años 1932 y 1933, y la segunda, durante un periodo fugaz en 1936
Al proclamarse la Segunda República Española, siendo Alcalde de la ciudad Fernando López-Dóriga, se produce la remodelación del Ayuntamiento, nombrando en su lugar a Macario Rivero. Un año después, sería elegido alcalde Elofredo García, puesto que ostentaría durante casi dos años, hasta que fue sustituido por Teodoro Gerez.
En 1933, Elefredo García manifestó que Santander era el puerto único y natural de Castilla con estas palabras: "[la revista] Castilla Industrial y Agrícola es la más acabada afirmación de la personalidad castellana y extiende ante el futuro económico y político de la gran meseta española, magníficas perspectivas de engrandecimiento, a las que se asoma, con alborozo fraternal, a través del espejo de sus aguas marinas, el puerto único y natural de aquélla: Santander (...) el afán incontenible de lograr el máximo rendimiento de la capacidad industrial, comercial y agrícola, como las más sólidas bases en que podremos asentar el principio de la futura autonomía regional." (Revista Castilla industrial y agrícola).
En 1936 volvió ser nombrado de Alcalde de Santander. En esta ocasión, sustituyó a Ernesto Alday, quien no llegó a ocupar el cargo durante más de veinticuatro horas. Sin embargo, Elofredo García tampoco duraría mucho más, ya que el mismo año de 1936 fue destituido, pasando a ocupar la Alcaldía de Santander Ernesto del Castillo Bordenabe.
| Predecesor: Macario Rivero | Alcalde de Santander 1932 - 1933 | Sucesor: Teodoro Gerez                  |
| Predecesor: Ernesto Alday  | Alcalde de Santander 1936        | Sucesor: Ernesto del Castillo Bordenabe |